# Naravoslovno-matematična fakulteta v Tuzli
Naravoslovno-matematična fakulteta (izvirno bosansko Prirodno-matematički fakultet u Tuzli), s sedežem v Tuzli, je fakulteta, ki je članica Univerze v Tuzli.
Trenutni dekan je prof. dr. Fehim Dedagić.